# Kormoran czerwononogi
Kormoran czerwononogi (Poikilocarbo gaimardi) – gatunek dużego ptaka z rodziny kormoranów (Phalacrocoracidae). Występuje na wybrzeżach zachodniej Ameryki Południowej oraz południowo-wschodniej Argentyny.

## Taksonomia
Obecnie gatunek ten umieszczany jest w monotypowym rodzaju Poikilocarbo; wcześniej zaliczano go do rodzaju Phalacrocorax. Nie wyróżnia się podgatunków.

## Morfologia
Długość ciała 71–76 cm, rozpiętość skrzydeł 91 cm; masa ciała: samce 1200–1550 g, samice 1250–1400 g. 
Upierzenie szare, spód jaśniejszy niż grzbiet. Nogi czerwone, długa biała plama po każdej stronie szyi. Naga pomarańczowa skóra maski. Najbarwniejszy ptak pośród kormoranów.

## Status
W Czerwonej księdze gatunków zagrożonych IUCN kormoran czerwononogi od 1988 roku klasyfikowany jest jako gatunek bliski zagrożenia (NT, Near Threatened). Liczebność światowej populacji szacowana jest na 19 400 – 20 300 dorosłych osobników. BirdLife International uznaje trend liczebności populacji za spadkowy. Głównym zagrożeniem dla gatunku jest rybołówstwo – zaplątywanie się w sieci i inny osprzęt rybacki, wybieranie jaj, zabijanie piskląt i osobników dorosłych przez rybaków, a pośrednio także konkurowanie z nimi o ryby. Ptak ten jest podatny na zjawisko El Niño. Jaja tego gatunku często padają łupem mew, zwłaszcza mew południowych (L. dominicanus).